# Camí de l'Obac (Erinyà)
El Camí de l'Obac és una pista rural en part transitable amb vehicle del terme municipal de Conca de Dalt, en territori del poble d'Erinyà, a l'antic terme de Toralla i Serradell, al Pallars Jussà.
Arrenca del mateix poble d'Erinyà, d'on surt cap al sud-oest fregant les partides de la Cua i les Plantades, passa pel costat de migdia dels Horts de la Font, on el camí per a vehicles està pràcticament perdut, travessa el riu de Serradell i s'enfila per l'altra riba, cap al sud-oest, per anar a trobar la Pista de l'Obac a molt poca distància de l'ermita de Santa Maria de l'Obac.